# Asplenium ruta-muraria
Asplenium ruta-muraria L. 1753 es un helecho de la familia Aspleniaceae.

## Descripción

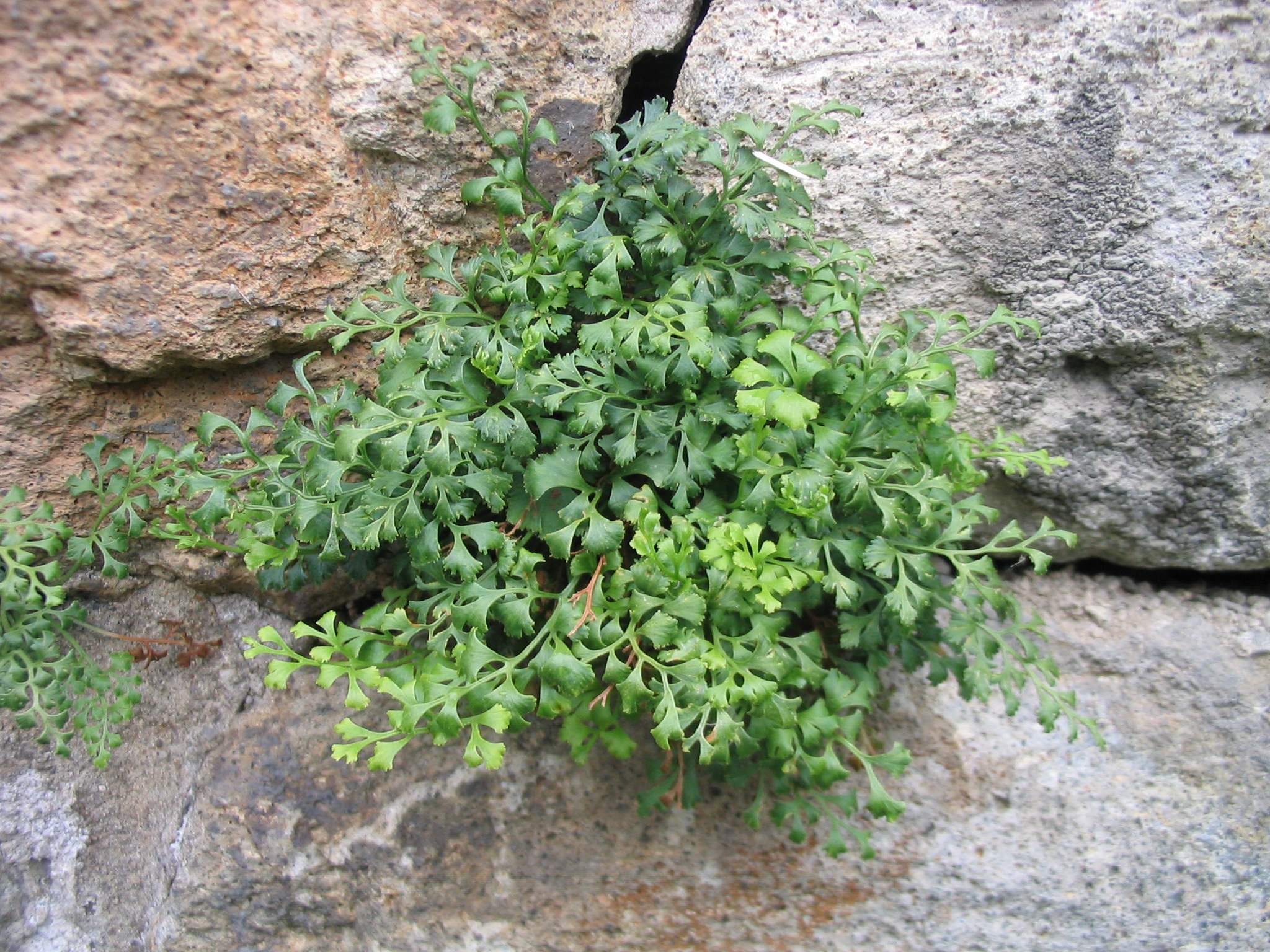
Porte. Obsérvese el escaso suelo que sustenta al individuo.

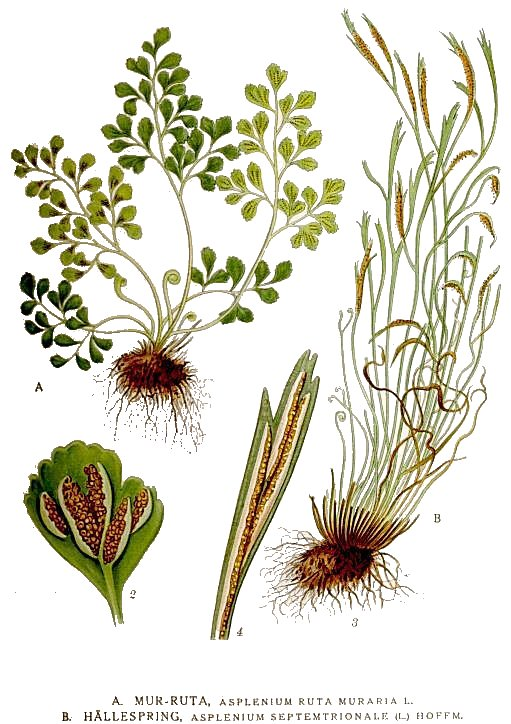
Ilustración

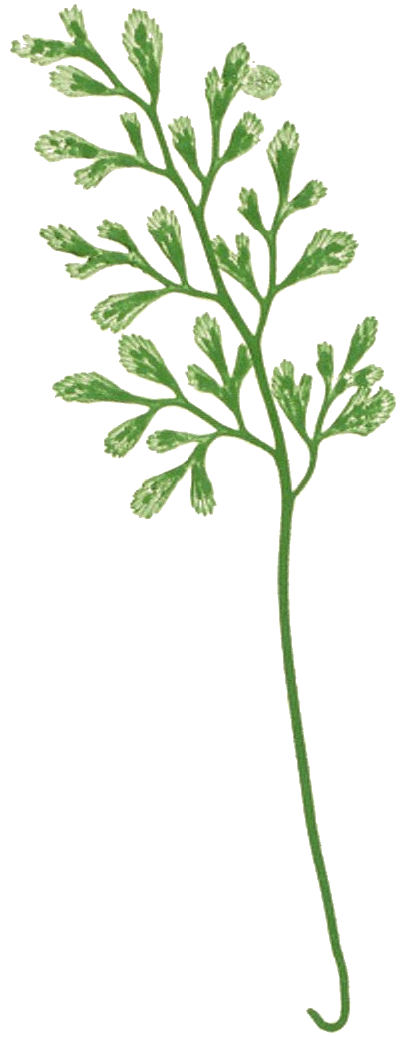
Fronde

Se trata de una planta rizomatosa de la cual emergen frondes en fascículos laxos. Dichas frondes, de 2 a 15 cm de longitud, poseen láminas pinnadas de una a tres veces. Las pínnulas, en forma de cuña, son enteras o denticuladas. El peciolo, castaño en su base, es verdoso en el resto de su longitud. Los soros, bajo un indusio fimbriado, son lineares. 2n=144. La forma vital es de hemicriptófito.

## Distribución y hábitat
Presente en las zonas templadas del Hemisferio Norte. Común en el norte de la península ibérica, puede aparecer también en el centro, sur y levante. Se trata de una especie propia de fisuras de rocas calizas y de pedregales en general, especialmente en zonas umbrías y húmedas, siempre a altitudes superiores a 800 m.

## Usos
Se emplea la planta entera en medicina popular como expectorante, antitusivo y diurético.
Principios activos: contiene taninos, sales, mucílago, ácido gálico.
Indicaciones: es pectoral, aperitivo, antitusivo. Emenagogo, oftálmico, astringente, hemostático suave. En forma de colirio ha dado muy buenos resultados en oftalmias y numerosas enfermedades de los ojos.
Se usan los frondes. Se recolecta a fines de la primavera.

## Taxonomía
Asplenium ruta-muraria fue descrita por Carlos Linneo  y publicado en Species Plantarum 2: 1081. 1753.
Citología
Número de cromosomas de Asplenium ruta-muraria (Fam. Aspleniaceae) y táxones infraespecíficos: n=72
ruta-muraria: epíteto compuesto por la palabra griega: ruta, ρυτη = "hierba amarga" y murus = "muro, pared",
Sinonimia
- Asplenium cryptolepis Fernald
- Asplenium cryptolepis var. ohionis Fernald
- Asplenium ruta-muraria var. cryptolepis (Fernald) Massey
- Asplenium ruta-muraria subsp. cryptolepis (Fernald) R.T. Clausen & Wahl
- Asplenium ruta-muraria var. ohionis (Fernald) Wherry
- Chamaefilix ruta-muraria (L.) Farw.
- Phyllitis ruta-muraria (L.) Moench[5]
- Acrostichum ruta-muraria (L.) Lam.
- Asplenium ruta-muraria subsp. ruta-muraria L.
- Asplenium ruta-muraria var. angustifolium Haller ex H. Christ
- Asplenium ruta-muraria var. leptophyllum Wallr.
- Asplenium ruta-muraria var. microphyllum Wallr.
- Trichomanes ruta-muraria (L.) Bubani[6]

## Nombres comunes
- Castellano: adianto blanco, arruda dos muros, arunda dos muros, culantrillo blanco, culantrillo blanco mayor, culantrillo del muro, culantrillo real de Moncayo, escolondrillo, feleitos bravos, ruda de los muros, ruda de muro, ruda de muros, salva vida, salva-vida, saxifragia.[6]